# Han shot first

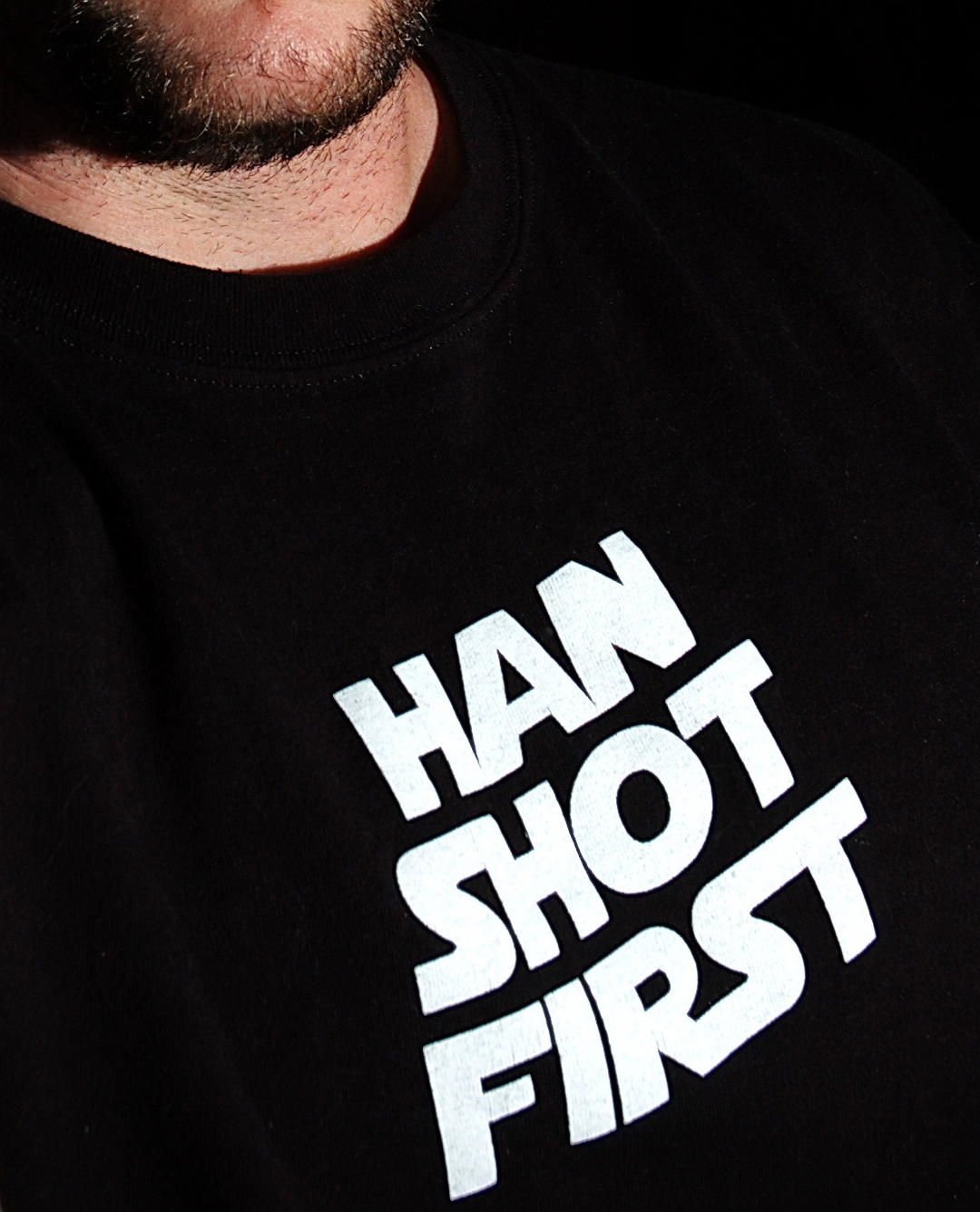
Una maglietta di Guerre stellari con la scritta "Han shot first".

Han shot first (in italiano "Jan ha sparato per primo") è una frase riferita alla controversa modifica apportata a una scena del film Guerre stellari (1977), nella quale Ian Solo fronteggia il cacciatore di taglie Greedo nella cantina-bar di Mos Eisley. La modifica venne fatta in occasione della riedizione del film nel 1997 in versione "special edition", e da allora la scena è stata ritoccata altre tre volte. La frase, diventata una sorta di slogan dei nostalgici delle versioni originali dei film della trilogia classica di Guerre stellari e riprodotta negli anni su magliette, spille e altri prodotti (non autorizzati dalla Lucasfilm), è in realtà ingannevole, in quanto nella versione originale del film del 1977 Greedo non fa in tempo a sparare.

## Scena
La scena avviene a quasi metà film, poco dopo l'introduzione dei personaggi di Ian Solo e Chewbecca. 
Sia Solo che l'alieno Greedo lavorano per Jabba the Hutt, un boss malavitoso di Tatooine. Prima degli eventi mostrati nel film, Jabba mette una taglia sulla testa di Ian, in quanto il pilota si era disfatto di un carico illegale per sfuggire alle forze imperiali. Nella cantina di Mos Eisley, Greedo mette all'angolo Ian e lo costringe a sedersi a un tavolo sotto minaccia di una pistola. Il contrabbandiere dice a Greedo di avere i soldi per compensare la perdita subita da Jabba, ma Greedo gli chiede di consegnare a lui i soldi. Ian risponde di non avere il denaro con sé e cerca di tenere impegnato Greedo nella conversazione, procedendo nel frattempo a slacciare, non visto, la fondina della sua pistola sotto il tavolo e ad estrarre l'arma. Greedo dice che Jabba ha perso ormai la pazienza e confida a Ian di aver aspettato molto tempo prima di avere finalmente la possibilità di ucciderlo. Successivamente la scena prosegue in maniera diversa a seconda della versione del film.
Nella versione originale del 1977 Ian, riferendosi alla minacciosa confessione di Greedo, risponde con un provocatorio "Sì, scommetto che è vero." (in originale "Yes, I'll bet you have.") e subito dopo si vede un primo piano del viso di Greedo, seguito velocemente da un lampo, del fumo e dall'effetto sonoro dello sparo di un folgoratore. Nei fotogrammi seguenti vediamo Greedo di spalle mentre collassa senza vita sul tavolo del bar. Posteriormente all'uscita del film nei cinema, il regista George Lucas espresse il suo malcontento verso la scena, in quanto riteneva che non fosse corretto mostrare Ian, uno dei personaggi principali del film, come un assassino a sangue freddo.
Nell'edizione speciale del 1997 del film, venne inserito uno spezzone nel quale Greedo spara per primo a Ian, mancandolo, e questo risponde al fuoco uccidendo Greedo per legittima difesa. La frase "Han shot first", è quindi una ritorsione verso l'affermazione postuma di Lucas che era stato "Greedo a sparare per primo" ("Greedo shot first").

## Polemiche

Il cacciatore di taglie Greedo qualche attimo prima di essere ucciso da Ian Solo. Nelle opere dell'Universo espanso la sua specie è quella dei rodiani.

La modifica alla scena divenne oggetto di accese critiche da parte di molti fan, e addirittura ingenerò la creazione di una petizione online con la richiesta di riportare la scena alla sua versione originale. L'intento di Lucas era quello di dare alla sequenza una versione politicamente corretta (Solo è il buono, Greedo il cattivo). La principale obiezione alla revisione della scena riportata dai fan è che la nuova versione altera l'iniziale ambiguità morale del personaggio di Ian, rendendo così la sua successiva transizione da anti-eroe a eroe meno pregna di significato e meno interessante dal punto di vista psicologico.
Nel CD multimediale interattivo Star Wars: Behind the Magic, pubblicato dalla LucasArts nel 1998, nella sezione in cui si analizzano i tre film scena per scena confrontandoli con lo script, è presente la versione già modificata di questo, ma viene data questa giustificazione per la modifica:
(Star Wars: Behind the Magic, LucasArts, 1998, menù Scene by scene->Star Wars->Scene SW-32->Special edition The Gunfight)
In occasione dell'uscita del film in formato DVD nel 2004, si ebbe una parziale ritrattazione da parte di Lucas in quanto la scena venne nuovamente alterata, modificando gli spari in modo che avvenissero praticamente in contemporanea.
Nell'edizione in Blu-ray del 2011, lo spezzone dove Ian e Greedo si sparano venne accorciata di ulteriori fotogrammi in modo da far apparire i due spari ancora più vicini. Questa è la versione pubblicata anche in download digitale dal 2015.
Nel corso di un'intervista del 2012 concessa alla rivista The Hollywood Reporter, George Lucas cambiò la sua precedente versione dei fatti, annunciando che anche nella versione originale del film era stato Greedo a sparare per primo, ma che una combinazione di inquadrature sbagliate e la percezione errata da parte del pubblico del personaggio di Ian Solo erano state la causa di tutta la confusione. Lucas dichiarò:
(George Lucas)
Ma nonostante queste affermazioni da parte del regista, sono riaffiorati su Internet in tempi recenti alcuni stralci della sceneggiatura originale della scena dove non esiste menzione alcuna del fatto che Greedo spari anch'esso a Ian. Nel 2015, quella che sembra essere una prima stesura del copione originale di Guerre stellari venne rinvenuta nell'archivio della biblioteca della University of New Brunswick dal bibliotecario Kristian Brown. Il copione, datato 15 marzo 1976, è la quarta revisione della sceneggiatura. Brown afferma e conferma "al 100% che Ian spara per primo" nel copione originale approvato da Lucas all'epoca.
Poco tempo dopo il ritrovamento del copione, Peter Mayhew, l'attore britannico che interpretò sullo schermo il personaggio di Chewbecca, postò su Facebook la sua copia di una revisione della sceneggiatura datata 1976. Questa sembra essere una stesura ancora più vecchia del copione di Guerre stellari, dove nella scena incriminata Ian si scontra con qualcuno chiamato sommariamente "slimy alien" (traducibile come "viscido alieno"), ma egli spara inequivocabilmente per primo uccidendo la creatura.
Lo script recita testuali parole:
Han pulls his smoking gun from beneath the table as the other patrons look on in bemused amazement.»
Ian tira fuori la sua pistola fumante da sotto il tavolo mentre gli altri avventori osservano la scena con divertito stupore.»
(George Lucas)
In una intervista del 2014, Harrison Ford (interprete di Ian Solo sullo schermo nella trilogia originale), interrogato circa la faccenda, rispose semplicemente: «Non lo so, e non mi interessa».

Nel 2016 anche Paul Blake, l'attore che interpretò Greedo sullo schermo volle dire la sua. Nel corso di un'intervista concessa al Daily News, egli dichiarò:
(Paul Blake)
 Inoltre Blake aggiunse che secondo lui, se Greedo avesse sparato per primo, questo fatto avrebbe reso il personaggio un vero incapace (in quanto avrebbe mancato Solo da distanza molto ravvicinata).

## Riferimenti nella cultura di massa
- Nel film del 2001 Jay & Silent Bob... Fermate Hollywood!, Ben Affleck si riferisce all'idea di Jay & Silent Bob di girare un film come "la peggior idea sin da Greedo che spara per primo".
- Nel film del 2005 Serenity, il protagonista Malcolm Reynolds spara a non meno di tre uomini disarmati, uno dei quali lo stava persino supplicando. Il regista Joss Whedon affermò nel commento audio al film in formato DVD che il tutto era parte della "reazione alla faccenda di Greedo che spara per primo nella nuova versione di Guerre stellari".
- Nel film del 2006 Clerks II, Jason Lee si riferisce ai due commessi Randal e Dante dicendo che sprecano il loro tempo "litigando su chi abbia sparato per primo - Ian o Greedo".
- La quarta stagione nel programma televisivo House, si apre con un ragazzo che cerca di convincere la propria ragazza a venire al cinema a vedere la versione originale di Guerre stellari. Per ribadire ulteriormente il concetto, le dice che è la versione "prelucasizzata" e che "non c'è nessuna stronzata tipo Greedo che spara prima".
- Nell'episodio Il momento della trilogia della settima stagione del telefilm E alla fine arriva mamma, Barney sussurra alla bambina di Ted, che Ted tiene in braccio, che Ian spara per primo, mentre guardano la trilogia originale di Guerre stellari in TV dopo molti anni.
- Nello show televisivo Miti da sfatare, Grant e Tory, mentre preparano la polvere da sparo per testare il mito del "Bamboo Bazooka", discutono del fatto che Ian abbia sparato per primo o meno, e Tory afferma che Ian sparò per primo.
- Nel film del 2018 Solo: A Star Wars Story, Ian Solo spara a bruciapelo all'antagonista Tobias Beckett, uccidendolo, mentre questi sta ancora parlandogli.[16][17][18] Gli sceneggiatori Lawrence e Jonathan Kasdan hanno confermato che la scena è un riferimento voluto all'annosa questione "Han shot first", e che nel copione di Solo è specificato: "Non possono esserci dubbi sul fatto che Ian sparò per primo".[16][18]